# Santa María (Herrera)
Santa María es un corregimiento y ciudad cabecera del distrito de Santa María en la provincia de Herrera, República de Panamá. La localidad tiene 1.682 habitantes (2010).
Río Santa María